# Константиновка (Давлекановский район)
Константиновка (баш. Константиновка) — упразднённый в 2005 году посёлок Бик-Кармалинского сельсовета Давлекановского района Республики Башкортостан.

## География
Находился возле дороги в Спиковку , вблизи реки Глубокий Дол.

### Географическое положение
Расстояние до (на 1 января 1969) :
- районного центра (Давлеканово): 16 км,
- центра сельсовета (Бик-Кармалы): 12 км,
- ближайшей ж/д станции (Давлеканово): 16 км.

## История
Закон Республики Башкортостан от 20 июля 2005 года № 211-з «О внесении изменений в административно-территориальное устройство Республики Башкортостан в связи с образованием, объединением, упразднением и изменением статуса населённых пунктов, переносом административных центров»  гласил:

ст.1

4. Упразднить следующие населенные пункты:

17) в Давлекановском районе:

а) поселок Константиновка Бик-Кармалинского сельсовета;

б) поселок разъезда Тюлянь Курманкеевского сельсовета;

в) деревню Яковлевка Поляковского сельсовета

## Население
На 1 января 1969 года проживали 46 человек; преимущественно украинцы.